# XXXI Reunião Ordinária do Conselho do Mercado Comum
A XXXI Reunião Ordinária do Conselho do Mercado Comum ocorreu em dezembro de 2006, na cidade de Brasília.

## Participantes
Representando os estados-membros
- Luiz Inácio Lula da Silva
- Néstor Kirchner
- Tabaré Vázquez
- Nicanor Duarte

## Decisões
A reunião produziu 13 decisões.